# Hotel Kazar
L'Hotel Kazar, també conegut com a Xalet Mompó, és un edifici situat a la localitat valenciana d'Ontinyent (Vall d'Albaida), construït als anys 20 al carrer Dos de Maig número 117.

## Edifici
L'edifici de tipus palatí és un projecte realitzat l'any 1925 a instàncies de la família Mompó per a la seua residència particular, per la qual cosa és conegut popularment com a Xalet Mompó. El seu estil arquitectònic és el neomudèjar enclavat dins el modernisme valencià tardà.
L'edifici està inspirat en edificacions de tipus senyorial del nord d'Àfrica i Orient Mitjà. Consta de planta baixa i dues altures i d'àtic en la part central. Està coronat en el cos central per dos xicotets minarets i per dues torres en tots dos laterals. Les seues estilitzades línies neomudèjars confereixen un aspecte singular al conjunt arquitectònic. Es troba envoltat d'un xicotet jardí privat amb dues fonts.
L'any 1997 l'edifici va ser adquirit pels seus actuals propietaris, Miguel Tortosa Belda i Amparo Company Belda, que dugueren a terme una completa rehabilitació de l'edifici i el convertiren en establiment hoteler. L'any 2019 va ser adquirit per Caixa Ontinyent.